# أبريو (إزار)
أبريو هي بلدية في إزار في أوفيرني-رون ألب منطقة جنوب شرق فرنسا.